# Hàng không năm 1908
Đây là danh sách các sự kiện hàng không nổi bật xảy ra trong năm 1908:

## Các sự kiện
- Quân đội Hoa Kỳ công bố kế hoạch mua các cỗ máy biết bay.

### Tháng 1
- 13 tháng 1 - Henry Farman chiến thắng Giải Deutsch-Archdeacon khi thực hiện một chuyến ba vòng tròn trên 1 km (0.6 miles). Anh ta bay xa 3279 feet trong 1 phút 28 giây.

### Tháng 3
- 17 tháng 3 - AEA Red Wing bị phá hủy trong một sự cố trong lần bay thứ 2.
- 29 tháng 3 - Lèon Delagrange thực hiện chuyến bay với một hành khách (Henry Farman) ở Ghent, Bỉ. Quãng đường dài 453 feet.

### Tháng 5
- 14 tháng 5 - Charles Furnas trở thành hành khách đầu tiên trên một chiếc máy bay, phi công là Wilbur Wright. Đây là chuyến bay vận chuyển hàng khách đầu tiên. Wilbur Wright bay với Charles W. Furnas trong 22 giây trên chiếc Wright 1905 Flyer, được điều chỉnh ghế cho phi công và hành khách. Không lâu sau đó, Orville bay cùng Furnas đến 4 phút.

### Tháng 6
- 8 tháng 6 - Alliot Verdon Roe bay trên chiếc máy bay đầu tiên của anh tại Brooklands, Surrey.
- 28 tháng 6 - Jacob Ellehammer thực hiện chuyến bay đầu tiên của máy bay có động cơ ở Đức.

### Tháng 7
- 4 tháng 7 - Glenn H. Curtiss được trao tặng giải thưởng Khoa học Hoa Kỳ cho thành tích về một chuyến bay công khai với quãng đường hơn 1 km ở Hammondsport. Khoảng cách chính xác là 1.550 m (5.090 ft) trong 1 phút 42 giây.
- 8 tháng 7 - Thérèse Peltier trở thành người phụ nữ đầu tiên bay trên một chiếc máy bay. Cô là một hành khách trên chuyến bay do Lèon Delagrange thực hiện ở Torino.

### Tháng 9
- 9 tháng 9 - Orville Wright bay trên không trong 1 giờ 3 phút và 15 giây.
- 17 tháng 9 - Đại úy Thomas Selfridge trở thành người đầu tiên bị chết trong một tai nạn động cơ máy bay và là tai họa hàng không quân sự đầu tiên từ khi Orville Wright gặp tai nạn va chạm trong khi đang làm các thử nghiệm quân sự tại Fort Myer ở Virginia. Orville Wright đã bị thương nặng.

### Tháng 10
- 5 tháng 10, khí cầu Zeppelin LZ IV bị lửa phá hủy ở Echterdingen.
- 14 tháng 10, Henry Farman thực hiện chuyến bay vắt ngang qua nước Pháp trên một chiếc máy bay, từ Bouy đếm Reims (27 km) in 20 phút.
- 16 tháng 10 - Samuel Cody thực hiện chuyến bay thông thường ở Vương quốc Anh trên chiếc máy bay của anh ta có tên gọi British Army Aeroplane No. 1.
- 18 tháng 10, Wilbur Wright đã bay lên độ cao 115 mét phía trên Auvours.

### Tháng 11
- Horace, Eustace và Oswald Short thành lập công ty có tên gọi Short Brothers (Anh em nhà Short), một công ty sản xuất máy bay đầu tiên trên thế giới, ở Battersea, London.

### Tháng 12
- 18 tháng 12 - Wilbur Wright tại Auvours đã bay được 100 km (62 miles) trong 1 giờ 54 phút trên độ cao 110 m (360 feet) - một kỷ lục thế giới mới.
- 31 tháng 12 - Wilbur Wright chiến thắng trong giải thi đấu có tên FF 20.000 từ Michelin, để thực hiện chuyến bay dài nhất của năm (một kỷ lục thế giới) - 124 km (76.5 miles) trong 2 giờ 18 phút và 53 giây từ Camp d'Auvours.

## Chuyến bay đầu tiên

### Tháng 3
- 12 tháng 3 - AEA Red Wing, bay từ Keuka Lake gần Hammondsport, New York. Quãng đường bay dài 318 feet, 11 inches (97.2 m), trước khi gãy vụn ở dưới đất, phi công bị các vết thương nhẹ thâm tím trên người. Đây là chuyến bay được diễn ra công khai của một máy bay có gắn động cơ ở Hoa Kỳ.

### Tháng 5
- 18 tháng 5 - AEA White Wing

### Tháng 6
- 28 tháng 6 - AEA June Bug

### Tháng 10
- 19 tháng 10 - Antoinette IV

### Tháng 12
- 6 tháng 12 - AEA Silver Dart